# 40 Persei
40 Persei, som är stjärnans Flamsteed-beteckning, är en dubbelstjärna belägen i den södra delen av stjärnbilden, Perseus som också har Bayer-beteckningen o Persei. Den har en skenbar magnitud på ca 4,97 och är svagt synlig för blotta ögat där ljusföroreningar ej förekommer. Baserat på parallaxmätning inom Hipparcosuppdraget på ca 3,1 mas, beräknas den befinna sig på ett avstånd på ca 1 060 ljusår (ca 320 parsek) från solen. Den rör sig bort från solen med en heliocentrisk radialhastighet av ca 22 km/s. Stjärnan ingår i Perseus OB2-föreningen av stjärnor med gemensam egenrörelse.

## Egenskaper
Primärstjärnan 40 Persei A är en blå till vit stjärna i huvudserien av spektralklass B0.5 V, som har en, för en ung stjärna av spektraltyp B, mycket låg projicerad rotationshastighet av 10 km/s.[10] Den har en massa som är ca 12,5 solmassor, en radie som är ca 10 solradier och utsänder ca 936 gånger mera energi än solen från dess fotosfär vid en effektiv temperatur på ca 29 300 K.
Följeslagaren 40 Persei B är en blå till vit stjärna i huvudserien av 10:e magnituden och av spektralklass A1 Vn, som är separerad med 19,8 bågsekunder från primärstjärnan.